# هارولد بابكوك
هارولد ديلوس بابكوك (بالإنجليزية: Harold Delos Babcock)‏ (24 يناير 1882 - 8 أبريل 1968) فلكي أمريكي وهو أب هوراس بابكوك. هو من أصول إنجليزية وألمانية. ولد في إدغرتون بولاية ويسكونسن، قبل أن يكمل دراسته الثانوية في لوس أنجلوس وتم قبوله في جامعة كاليفورنيا في بيركلي عام 1901. كان يعمل في مرصد جبل ويلسون من عام 1907 حتى عام 1948. تخصص في التحليل الطيفي الشمسي ورسم خرائط توزيع الحقول المغناطيسية فوق سطح الشمس بدقة، وعمل بجانب ابنه. في عام 1953 فاز بميدالية بروس.
سميت فوهة بابكوك على القمر باسمه، وأيضاً كويكب 3167 بابكوك (باسمه وباسم ابنه).

## روابط خارجية
- هارولد بابكوك على موقع الموسوعة البريطانية (الإنجليزية)
- هارولد بابكوك على موقع إن إن دي بي (الإنجليزية)

- National Academy of Sciences Biographical Memoir

### تأبينات
- Obs 88 (1968) 174 (فقرة واحدة)
- QJRAS 10 (1969) 68